# S. Morris Kupchan
Solomon Morris Kupchan (* 10. November 1922 in New York; † 19. Oktober 1976 in Boston) war ein US-amerikanischer Chemiker und Krebsforscher.

## Werdegang
Kupchan studierte zunächst am College of the City of New York (heute New York University), wo er 1941 mit dem Bachelor of Science abschloss. Danach wechselte er an die New Yorker Columbia University. Dort machte er zunächst seinen Master und 1945 wurde er bei Robert Cooley Elderfield mit der Arbeit 7-Chloro and 7-methoxy-8-chloro-1, 2, 3, 4-tetrahydrophenanthrene and amino carbinols derived from them promoviert. Die nächsten Jahre arbeitete er als wissenschaftlicher Mitarbeiter an der Columbia University (bis 1948) und in Harvard (bis 1955). 1955 ging er als Lecturer der Fakultät Chemie an die University of Wisconsin. 1957 wechselte er an die dortige pharmakologische Fakultät, wo er mit der intensiven Suche nach neuen Pflanzenwirkstoffen mit zytostatischen Eigenschaften begann. Dabei isolierte und charakterisierte er als Erster unter anderem die Maytansinoide und eine Reihe weiterer bisher unbekannter Naturstoffe. 1969 ging Kupchan an die University of Virginia, wo er bis zu seinem Tod die John W. Mallet-Professur innehatte.

## Auszeichnungen
- Ernest Guenther Award 1975[3]
- Ehrendoktorwürde der Universität Uppsala und Universität Hokkaidō

## Veröffentlichungen (Auswahl)
- S. M. Kupchan u. a.: Antileukemic principles isolated from euphorbiaceae plants. In: Science 191, 1976, S. 571–572. doi:10.1126/science.1251193
- S. M. Kupchan u. a.: Gnididione, a new furanosesquiterpene from Gnidia latifolia. In: J Org Chem 42, 1977, S. 348–350. PMID 830864
- S. M. Kupchan und R. M. Smith: Maytoline, maytine, and maytolidine, novel nicotinoyl sesquiterpene alkaloids from Maytenus serrata (Hochst., ex A. Rich.) R. Wilczek. In: J Org Chem 42, 1977, S. 115–118. PMID 830849
- S. M. Kupchan u. a.: Isolation and structural elucidation of new potent antileukemic diterpenoid esters from Gnidia species. In: J Org Chem 41, 1976, S. 3850–3853. PMID 993891
- S. M. Kupchan u. a.: Baccharin, a novel potent antileukemic trichothecene triepoxide from Baccharis megapotamica. In: J Am Chem Soc 98, 1976, S. 7092–7093. PMID 965669
- S. M. Kupchan und D. R. Streelman: Quassimarin, a new antileukemic quassinoid from Quassia amara. In: J Org Chem 41, 1976, S. 3481–3482. PMID 978297
- S. M. Kupchan u. a.: Structural requirements for biological activity among antileukemic glaucarubolone ester quassinoids. In: J Med Chem 19, 1976, S. 1130–1133. PMID 978677